# Писаренко, Анатолий Григорьевич
Анато́лий Григо́рьевич Писаре́нко (род. 10 января 1958, Киев) — советский тяжелоатлет, четырёхкратный чемпион Европы (1981—1984), трёхкратный чемпион мира (1981—1983), победитель соревнований «Дружба-84» в супертяжёлом весе. Обладатель 14 мировых рекордов. Заслуженный мастер спорта СССР (1981, снято в 1985). Кавалер ордена «За заслуги» I (2012), III (1998).

## Биография

### Дисквалификация
10 декабря 1984 таможня Канады перед турниром в Торонто обнаружила в его багаже анаболические стероиды, предназначенные для продажи. Федерацией тяжёлой атлетики СССР был дисквалифицирован вместе с Александром Курловичем сроком на два года. Международной и европейской федерациями дисквалифицирован не был.

### После спорта
С начала 1990-х — спортивный функционер, бизнесмен и политик. С 1994 по 2012 год — президент Федерации тяжёлой атлетики Украины. В 2002—2005 — Народный депутат Украины 4-го созыва от партии СДПУ(о).

## Результаты

### Рекорды
| Дисциплина | Результат         | Город                                         | Дата       | Видео/Фото/ Кинограмма |
| ---------- | ----------------- | --------------------------------------------- | ---------- | ---------------------- |
| Рывок      | 201,5             | Подольск (Отборочный турнир сборной перед ЧМ) | 01.09.1981 |                        |
| Рывок      | 202,5             | Днепропетровск (Чемпионат СССР)               | 23.05.1982 |                        |
| Рывок      | 203               | Одесса (Кубок Дружбы)                         | 05.03.1983 |                        |
| Рывок      | 205               | Москва (Спартакиада народов СССР)             | 31.07.1983 |                        |
| Рывок      | 206               | Москва (Чемпионат мира и Европы)              | 31.10.1983 |                        |
| Толчок     | 258               | Фрунзе (Кубок Дружбы)                         | 07.03.1982 |                        |
| Толчок     | 258,5             | Днепропетровск (Чемпионат СССР)               | 23.05.1982 |                        |
| Толчок     | 260,5             | Аллентаун (Открытый чемпионат США)            | 26.03.1983 |                        |
| Толчок     | 265               | Варна (Дружба-84)                             | 16.09.1984 |                        |
| Сумма      | 447,5 (197,5+250) | Подольск (Отборочный турнир сборной перед ЧМ) | 01.09.1981 |                        |
| Сумма      | 450 (197,5+252,5) | Фрунзе (Кубок Дружбы)                         | 07.03.1982 |                        |
| Сумма      | 455 (197,5+257,5) | Фрунзе (Кубок Дружбы)                         | 07.03.1982 |                        |
| Сумма      | 457,5 (202,5+255) | Днепропетровск (Чемпионат СССР)               | 23.05.1982 |                        |
| Сумма      | 460 (205+255)     | Москва (Спартакиада народов СССР)             | 31.07.1983 |                        |

### Комментарии
1. ↑  В 1981—1983 годах титул чемпиона Европы присваивался по итогам чемпионатов мира
2. ↑  снято в 1985
3. ↑  третий — Александр Гуняшев — не был дисквалифицирован[2]